# Reissantia cassinoides
Reissantia cassinoides är en benvedsväxtart som först beskrevs av Dc., och fick sitt nu gällande namn av Ding Hou. Reissantia cassinoides ingår i släktet Reissantia och familjen Celastraceae. Inga underarter finns listade.